# New Blood (album Yellow Claw)
New Blood – trzeci album studyjny holenderskiego duetu Yellow Claw, wydany 22 czerwca 2018 roku przez wytwórnię Barong Family.

## Lista utworów
1. "Lost on You" (feat. Phlake) - 3:20
2. "Summertime" (feat. San Holo) - 3:42
3. "Both of Us" (feat. STORi) - 3:18
4. "Villain" (feat. Valentina) - 2:58
5. "Crash This Party" (feat. Tabitha Nauser) - 2:29
6. "Public Enemy" (oraz DJ Snake) - 3:45
7. "Fake Chanel" (feat. A$ap Ferg & Creek Boyz) - 3:02
8. "Attention" (feat. Chase & Kalibwoy) - 3:59
9. "Bittersweet" (oraz Sofia Reyes) - 2:48
10. "To the Max" (feat. MC Kekel, Lil Debbie, Bok Nero & MC Gustta) - 3:36
11. "Down on Love" (feat. Moksi & Yade Lauren) - 3:08
12. "I'll Be Fine" (feat. Kelsey Gill) - 2:30
13. "Waiting" (feat. Rochelle) - 2:54
14. "Another Life" (feat. STORi) - 3:17